# (9430) Erichthonios
(9430) Erichthonios (1996 HU10) – planetoida z grupy trojańczyków okrążająca Słońce w ciągu 12,16 lat w średniej odległości 5,29 j.a. Odkryta 17 kwietnia 1996 roku.